# N25 (Oekraïne)
De N25 (Cyrillisch: H25) is een nationaal weg in het noordwesten van Oekraïne met een lengte van 297,2 kilometer. De weg loopt vanaf de stad Starokostjantyniv via Rivne naar de Wit-Russische grens. Deze weg is niet van nationaal belang, maar verbindt wel een aantal regionale kernen.

## Verloop
De weg begint aan de kruising met de N03 naar Zjytomyr en Chmelnytsky, bij het stadje Starokostjantyniv. Via Sjepetivka, Slavoeta, Netisjyn en Ostrog loopt de weg naar Rivne, waar de weg via de 16 kilometer lange bypass van de stad loopt. De weg kruist de M06, welke naar Lviv en Kiev loopt.
Na Rivne loopt de weg door dichtbebost gebied, via het kleine stadje Sarny, waar de kruising is met de M07 naar Kovel en Kiev. Bij de grensplaats Horodysjtsje gaat de R05 over in de Wit-Russische R88, die na 115 kilometer uitkomt op de M10, een belangrijke oost-westverbinding in het zuiden van Wit-Rusland, welke Brest met Homel verbindt.